# Pilar Acosta Martínez
Pilar Acosta Martínez (Tíjola, provincia de Almería, 1938-Sevilla, 2006) fue  prehistoriadora y arqueóloga española, especializada en el arte rupestre post-Paleolítico, las religiones prehistóricas y los procesos de neolitización en el Sur de la península ibérica.

## Biografía
Hija de José Acosta y Presenta Martínez, maestros de familia de clase media. Destaca desde niña por su inquietud por aprender, estudia, al principio, en Tíjola en el Colegio de las Monjas de las Hermanas de la Caridad de San Vicente de Paúl y, luego, realiza el Bachiller en el Instituto de Enseñanza Media de Almería, Isabel la Católica de Madrid y Ángel Ganivet de Granada, con buenas calificaciones (1954).

## Trayectoria
Estudia en la Facultad de Filosofía y Letras, área de Historia de la Universidad de Granada, terminado con sobresaliente y premio extraordinario fin de Carrera (1954-1960). Realiza la Memoria de la licenciatura bajo la dirección del profesor Alfonso Gámiz Sandoval, con el título “Reseña histórico-geográfica de Tíjola (Almería), obteniendo la calificación de sobresaliente cum laude. 
Termina en 1961 la carrera de Magisterio en la Escuela Normal de Granada, siendo posteriormente docente. Más tarde, vuelve a Tíjola, al Colegio de las Hermanas de la Caridad, y también vuelve a la Escuela Normal de Magisterio de Granada, para impartir Geografía e Historia.
Logrando el doctorado en la Universidad de Granada en 1966. Entre 1960 y 1962 trabajó como profesora Ayudante en la Universidad de Granada. 
Posteriormente, entre 1968 y 1975 ocuparía diversos puestos (Catedrática Interina, Profesora Agregada Interina, Profesora Adjunta por Oposición y profesora Agregada Numeraria) en la Universidad de La Laguna. 
En 1975 se trasladó a la Universidad de Sevilla como profesora Agregada Numeraria de Etnología y Prehistoria, posición que ocuparía hasta que, en 1981, obtuvo su plaza de Catedrática de Prehistoria.
La amplia tarea investigadora que la Profesora Acosta desarrolló a lo largo de su carrera se centró fundamentalmente en temas como el arte rupestre post-Paleolítico, las religiones prehistóricas y los procesos de neolitización en el sur de la península ibérica. 
Durante su carrera dirigió o codirigió, a menudo con su esposo, el profesor y también catedrático de Prehistoria, Don Manuel Pellicer Catalán, así como con otros colegas, numerosas excavaciones y trabajos científicos de campo.
Entre ellos destacan las excavaciones en la Cueva de Barranco Hondo (Tenerife, 1970), El Garcel (Almería, 1973 y 1974), Arguamul (La Gomera, 1974), talleres líticos de Bir N'zaran (Sahara Occidental, 1975), Cerro de la Chinchilla (Rioja, Almería, 1975 y 1976), Cueva Chica de Santiago (Sevilla, 1976 y 1980), Cueva de la Dehesilla (Cádiz, 1977 a 1980), La Morita (Sevilla, 1985) y Lebrija (Sevilla, 1985).
Igualmente codirigió junto al Profesor Pellicer catalán varias campañas de excavaciones llevadas a cabo durante la década de los 1990 en la Cueva de Nerja (Málaga).
Durante los años de su desempeño profesional en la Universidad de Sevilla dirigió varias tesis doctorales, incluidas las tituladas Análisis de las Cuevas Artificiales en la península ibérica (Dra. Encarnación Rivero Galán, 1985), Análisis de los Complejos Megalíticos del Sudeste Hispano (Dra. María del Rosario Cruz-Auñón Briones, 1985) y El Yacimiento de La Pijotilla (Badajoz). Estudio de Relaciones Culturales (Dr. Víctor Hurtado Pérez. 1984) así como numerosas tesinas y trabajos de investigación. 
Fue igualmente directora de la Revista Spal y miembro de numerosos tribunales de Tesis Doctorales leídas en la Universidad de Sevilla y en otros centros.
Se le han tributado distintos homenajes en distintas Universidades. Tíjola, la nombró, a título póstumo, hija predilecta. Se le recuerda como una gran profesional de la enseñanza y una gran investigadora.

## Obra
Producto de sus estudios son trabajos bien conocidos entre los prehistoriadores españoles, tales como:
- Acosta, Pilar (1968). La pintura esquemática rupestre en España. España: Universidad de Salamanca. OCLC 1114767967.[4]
- Acosta, Pilar (1976). Excavaciones arqueológicas en la Cueva de la Arena (Barranco Hondo, Tenerife). España: Patronato de la casa de Colón. OCLC 1123998591.
- Acosta, Pilar (1990). La Cueva de la Dehesilla (Jerez de la Frontera): Las Primeras Civilizaciones Productoras de Andalucía Occidental. España: CSIC. ISBN 9788400069421. OCLC 928085006.
- Historia de España, volumen 1 (Prehistoria, Madrid, 1986) de la Historia de España publicada a lo largo de la década de los 1980 por la editorial Gredos.

Así como más de medio centenar de artículos y ponencias publicadas en actas de congresos.